# Драколімні

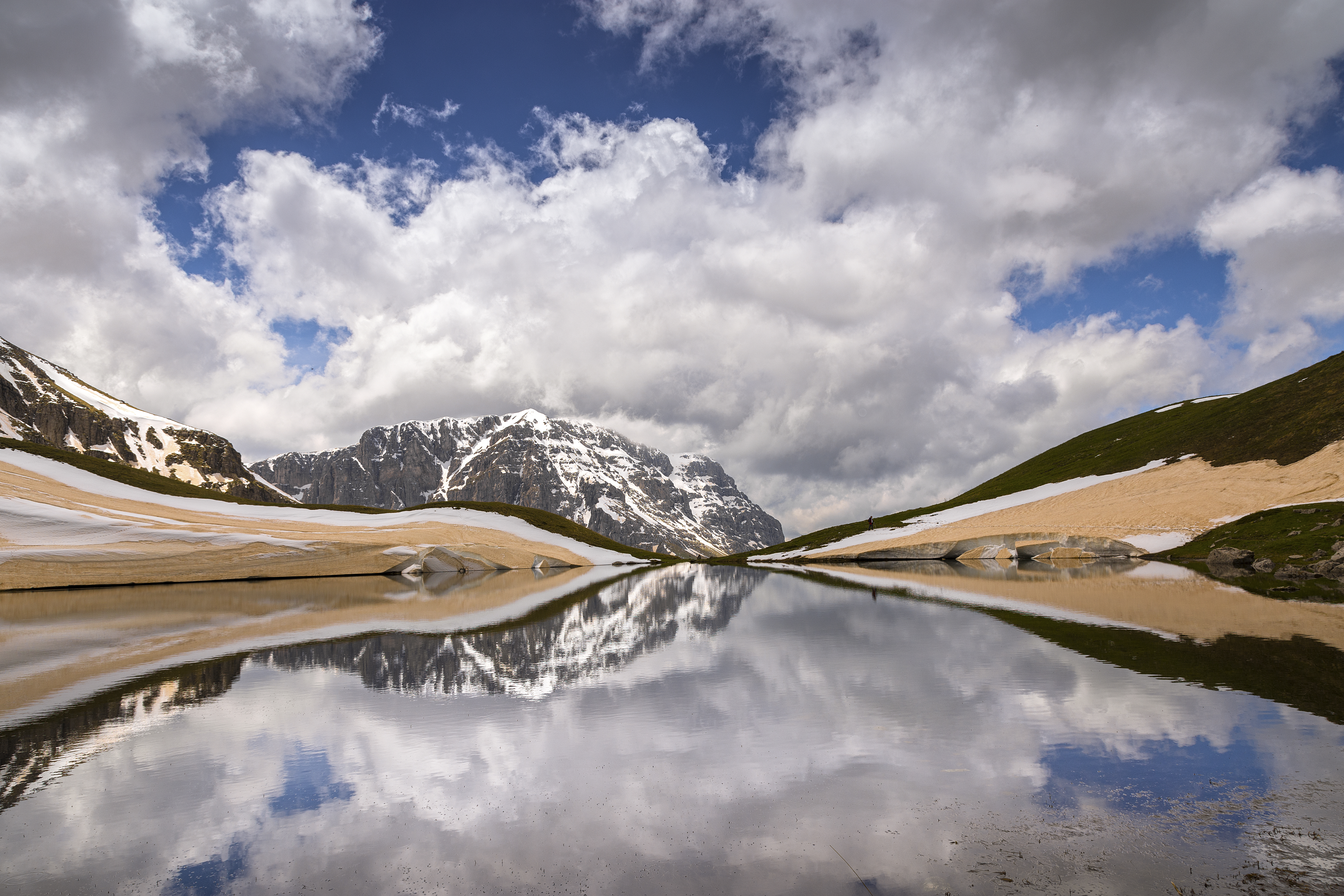

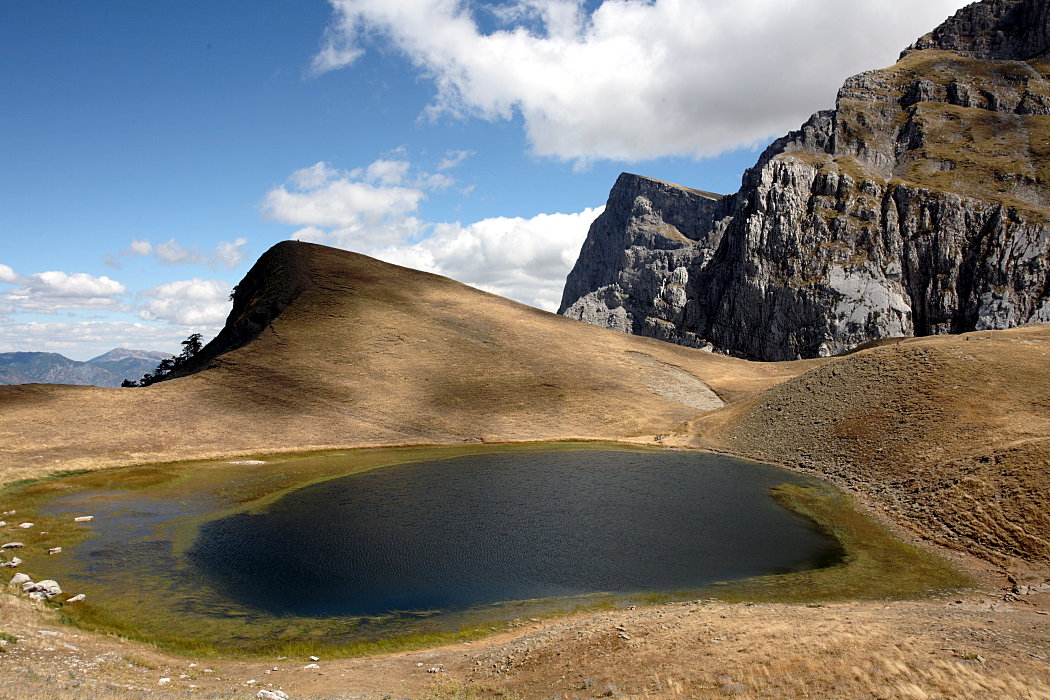
Гора Гаміла та озеро Драголімні

39°59′38.81″ пн. ш. 20°47′12.32″ сх. д. / 39.9941139° пн. ш. 20.7867556° сх. д.
Драколімні (грец. Δρακολίμνη) — назва кількох озер альпійського типу в Греції: на схилах Тімфі та Смолікас.
Згідно з переказами місцевих жителів, у давнину цю місцевість населяли дракони, які воювали один з одним, кидаючи сосни і скелі, таким чином створився своєрідний ландшафт, а озеро отримало назву Драколімні, що в перекладі з грецької означає Озеро дракона.
Драколімні на Тімфі розташоване на висоті понад 2000 м, максимальна глибина озера — 4,95 м, а його поверхня вкриває 1 га. Дракомілні на Смолікасі розташоване на західному схилі пасма. Смолікас розташований на відстані кількох кілометрів від Тімфі, вони відокремлені одне від одного річкою Аоос.
Озеро Драколімні є частиною національного парку Греції Вікос-Аоос.